# Manuel Iglesias y Domínguez
Manuel Iglesias y Domínguez (Cadis, ?–Madrid, 1853) va ser un pintor espanyol.
Nascut a Cadis, fill de Francisco Javier Iglesias, catedràtic de llatí del Seminari Conciliar de San Bartolomé de la mateixa ciutat.
Estudià a l'Escola de la Reial Acadèmia de Belles Arts de Sant Ferran de Madrid. S'especialitzà en pintura d'història. Segons Manuel Ossorio, participà a diverses exposicions públiques de l'època, mentre que bona part de les seves obres van passar a col·leccions privades. En l'àmbit públic, el Museu del Prado és propietari de dos retrats de la Sèrie Cronològica dels Reis d'Espanya, un del monarca visigot Vitiza i un altre del rei Mauregat d'Astúries, fill bastard d'Alfons I. El segon es troba dipositat al Museu de Covadonga.
Fou també l'autor de diverses litografies de l'obra Reyes contemporáneos.